# Bothropolys ghilarovi
Bothropolys ghilarovi är en mångfotingart som beskrevs av Zalesskaja 1975. Bothropolys ghilarovi ingår i släktet Bothropolys och familjen stenkrypare.
Artens utbredningsområde är Uzbekistan. Inga underarter finns listade i Catalogue of Life.